# Daniel Fields
Daniel Fields (né le 23 janvier 1991 à Détroit, Michigan, États-Unis) est un ancien joueur de champ extérieur de la Ligue majeure de baseball.

## Carrière
Daniel Fields est repêché au 6e tour de sélection par les Tigers de Détroit en 2009. 
Il fait ses débuts dans le baseball majeur avec les Tigers le 4 juin 2015 face aux Athletics d'Oakland et réussit son premier coup sûr au plus haut niveau : un double aux dépens du lanceur Dan Otero. Il s'agit de son seul match pour les Tigers. Réclamé au ballottage le 10 septembre 2015 par les Brewers de Milwaukee, il ne joue aucun match pour ce club puis change de nouveau d'équipe via le ballottage, passant cette fois aux Dodgers de Los Angeles le 7 décembre 2015. Le 7 janvier 2016, c'est au tour des White Sox de Chicago de le réclamer au ballottage.